# جيمس بريتشارد
جيمس بريتشارد هو محامي وقاضي وسياسي أمريكي، ولد في 1 نوفمبر 1763 في مقاطعة فريدريك في الولايات المتحدة، وتوفي في 6 فبراير 1813 في تشيليكوث في الولايات المتحدة. نشط حزبياً في الحزب الجمهوري الديمقراطي. وقد انتخب عضو مجلس نواب أوهايو ‏.